# Viskozna obojnjača
Viskozna obojnjača ili ljepljiva tobolčarka (lat. Volvopluteus gloiocephalus) je vrsta jestive gljive iz roda Volvopluteus. 

## Opis
- Klobuk viskozne obojnjače je širok od 8 do 15 centimetara, u najranijoj mladosti gotovo stožast, zatim konveksan i na kraju raširen i lagano tupo ispupčen; prilično mesnat; kožica je glatka i ljepljiva, lako se guli; prljavobijele je boje ili čađavosiv.
- Listići su široko, gusti, nejednako dugi, slobodni, najprije bijeli zatim ružičasti.
- Stručak je visok od 10 do 15 centimetara, vitak, cilindričan; od klobuka prema dolje sve deblji, gladak, pun, bjelkastosvilenkast; kad spore sazriju, napraši se crveno; na samom dnu je malo zadebljan i obavijen u rastrgan bijeli ovoj koji obično ostaje u zemlji kad se gljiva ubere,
- Meso je mekano, bijelo, zadah mu je neugodan na rotkvicu; okus kao da steže usta.
- Spore su u masi crvene, eliptične, 12 – 18 x 8 – 10 μm.

## Stanište
Raste od veljače do listopada pojedinačno ili razbacano na plodno obrađenom zemljištu, dakle u vrtovima, parkovima, krumpirištima, kukuruzištima i uz putove. 

## Upotrebljivost
Viskozna obojnjača je jestiva, ali nije delikatesna.

## Sličnosti
Moguća je zamjena također jestivom Volvaria (Volvariella) specioza Singer koja ima potpuno bijeli klobuk, a ostala su obilježja gotovo ista. Treba spomenuti još vrlo sličnu i također jestivu vrstu Volvariella volvacea Singer koja ima manje dimenzije, a bitno se razlikuje time što joj je ovoj smeđe boje. Od smrtno otrovnih bijelih pupavki lako se razlikuje time što ima crvene listiće i na stručku nema vjenčića. 

## Slike
|  |  |  |  |  |
|  |  |  |  |  |